# Neiras
Neiras (llamada oficialmente San Salvador de Neiras) es una parroquia española del municipio de Sober, en la provincia de Lugo, Galicia.

## Límites
Limita con las parroquias de Mañente, Distriz y Piñeira al norte, Guntín y Marcelle al este, Gundibós y Proendos al sur, y Refojo al oeste.

## Organización territorial
La parroquia está formada por trece entidades de población, constando ocho de ellas en el nomenclátor del Instituto Nacional de Estadística español:
- Castroseiros
- Costa (A Costa)
- Devesa (A Devesa)
- Escouredo
- Guntís
- O Mollón
- Queiroedo
- O Roxo
- Suiglesia (Suairexa)
- Vacariza (A Vacariza)
- Venta (A Venda)
- O Ventorrillo
- Vilar (O Vilar)

## Demografía
| Gráfica de evolución demográfica de Neiras entre 2000 y 2021 |
|                                                              |
| Datos según el nomenclátor publicado por el INE.             |